# John Wesley Judd
Pour les articles homonymes, voir Judd (homonymie).
John Wesley Judd (18 février 1840 - 3 mars 1916) est un géologue britannique.

## Biographie
Né à Portsmouth, il étudie à l'école royale des mines de Camberwell. Il participe au levé géologique d'Angleterre et du pays de Galles de 1867 à 1870, devient inspecteur des écoles en 1871, président de la Geological Society of London de 1886 à 1888, professeur de géologie de 1876 à 1905 à l'école royale des mines, doyen du Royal College of Science de 1895 à 1905 et professeur émérite de géologie à l'Imperial College à partir de 1913.
Il est remarqué pour une étude des roches ignées de l'île d'Arran.  Il a eu aussi un rôle dans la continuation du processus de reconnaissance de la théorie de l'évolution de Charles Darwin, par exemple dans son édition de On the structure and distribution of Coral Reefs de Darwin il pointe que même si certains points de détails ont révélé des erreurs parfois graves, les fondements des arguments de Darwin n'ont pas été invalidés par les recherches subséquentes.
Il reçoit la médaille Wollaston en 1891.

## Publications
- The Geology of Rutland, and the parts of Lincoln, Leicester, Northampton, Huntingdon and Cambridge [1875]
- Volcanoes, what they are, and what they teach -- Les volcans, ce qu'ils sont et ce qu'ils nous apprennent 1881
- On the structure and distribution of Coral Reefs réédition d'une ouvrage de Charles Darwin avec une introduction critique de Judd, 1890
- The Student's Lyell. A manual of elementary geology by Sir Charles Lyell, édité par Judd (J Murray, London, 1896)
- The Coming of Evolution. The story of a great revolution in science 1910